# Le Catelet
Le Catelet ist eine französische Gemeinde mit 185 Einwohnern (Stand: 1. Januar 2022) im Département Aisne in der Region Hauts-de-France (vor 2016 Picardie). Die Gemeinde gehört zum Arrondissement Saint-Quentin. 

## Geografie
Die Gemeinde Le Catelet liegt etwa 17 Kilometer nördlich von Saint-Quentin und 21 Kilometer südlich von Cambrai an der Schelde (frz. Escaut), die die Gemeinde im Norden begrenzt. Umgeben wird Le Catelet von den Nachbargemeinden Gouy im Norden, Osten und Süden sowie Bony im Westen.

## Geschichte
Le Catelet galt zum Ende des Ersten Weltkrieges im September 1918 zunächst als strategischer Schwachpunkt der sog. Siegfriedstellung, sodass hier am ehesten ein Durchbruch der alliierten Truppen erwartet wurde. Die deutschen Truppen wurden daher hier erheblich verstärkt.

### Bevölkerungsentwicklung
| Jahr                       | 1962 | 1968 | 1975 | 1982 | 1990 | 1999 | 2006 | 2012 | 2022 |
| Einwohner                  | 249  | 243  | 272  | 243  | 223  | 218  | 201  | 196  | 185  |
| Quellen: Cassini und INSEE |      |      |      |      |      |      |      |      |      |

## Sehenswürdigkeiten
- Kirche Saint-Jean-Baptiste, nach dem Ersten Weltkrieg wieder aufgebaut
- Britische Kriegsgräber

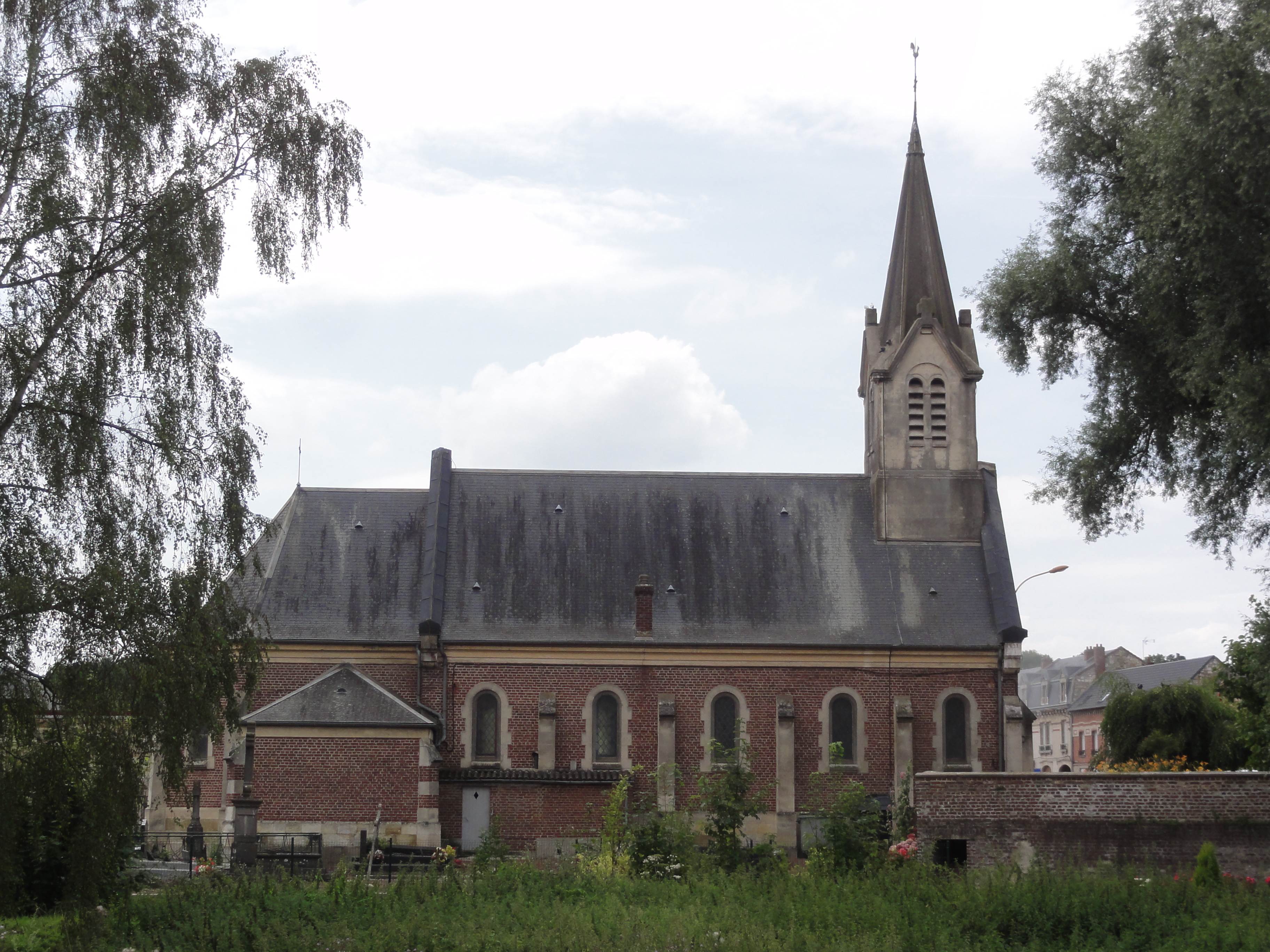
Kirche Saint-Jean-Baptiste
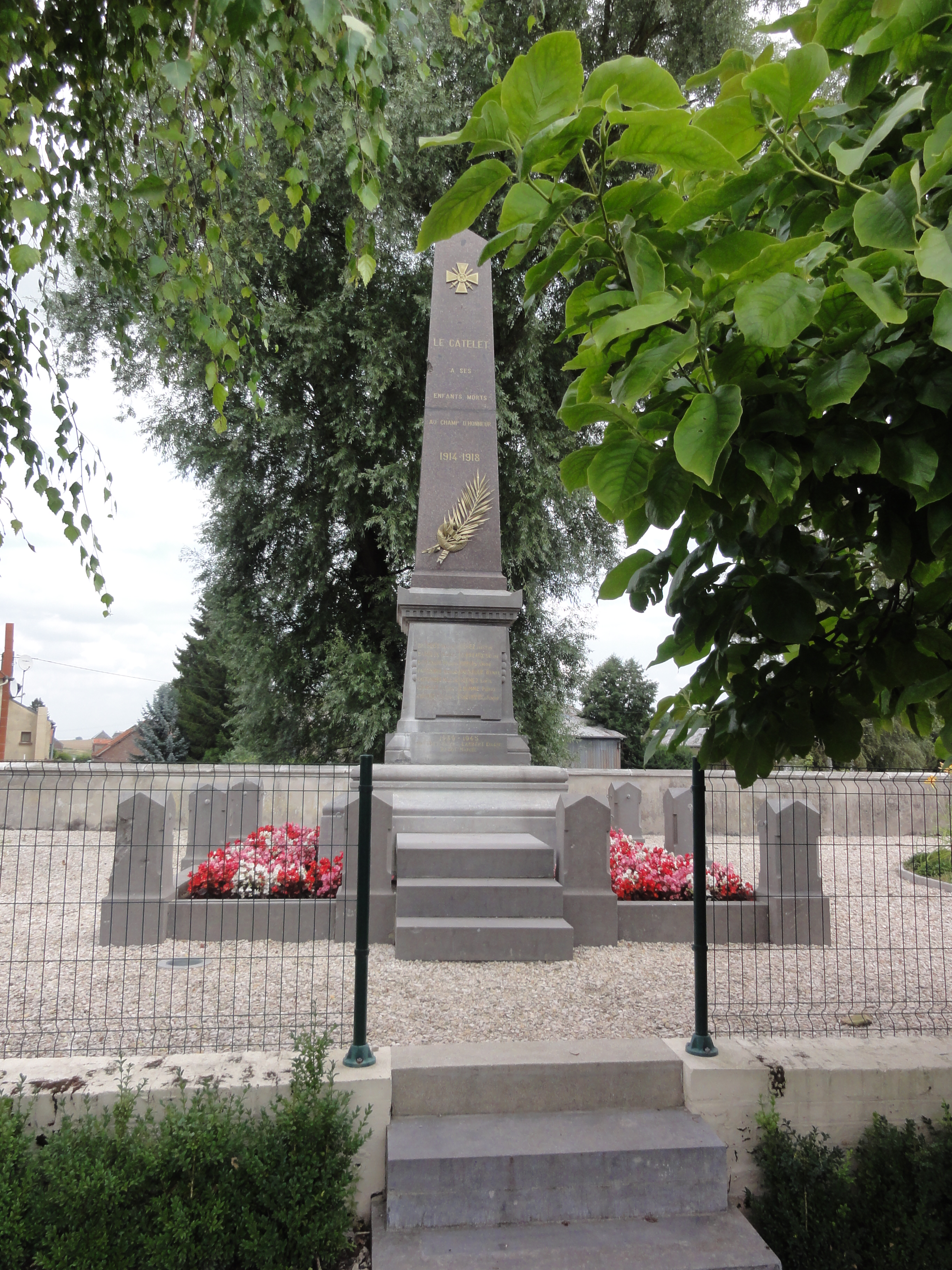
Gefallenendenkmal
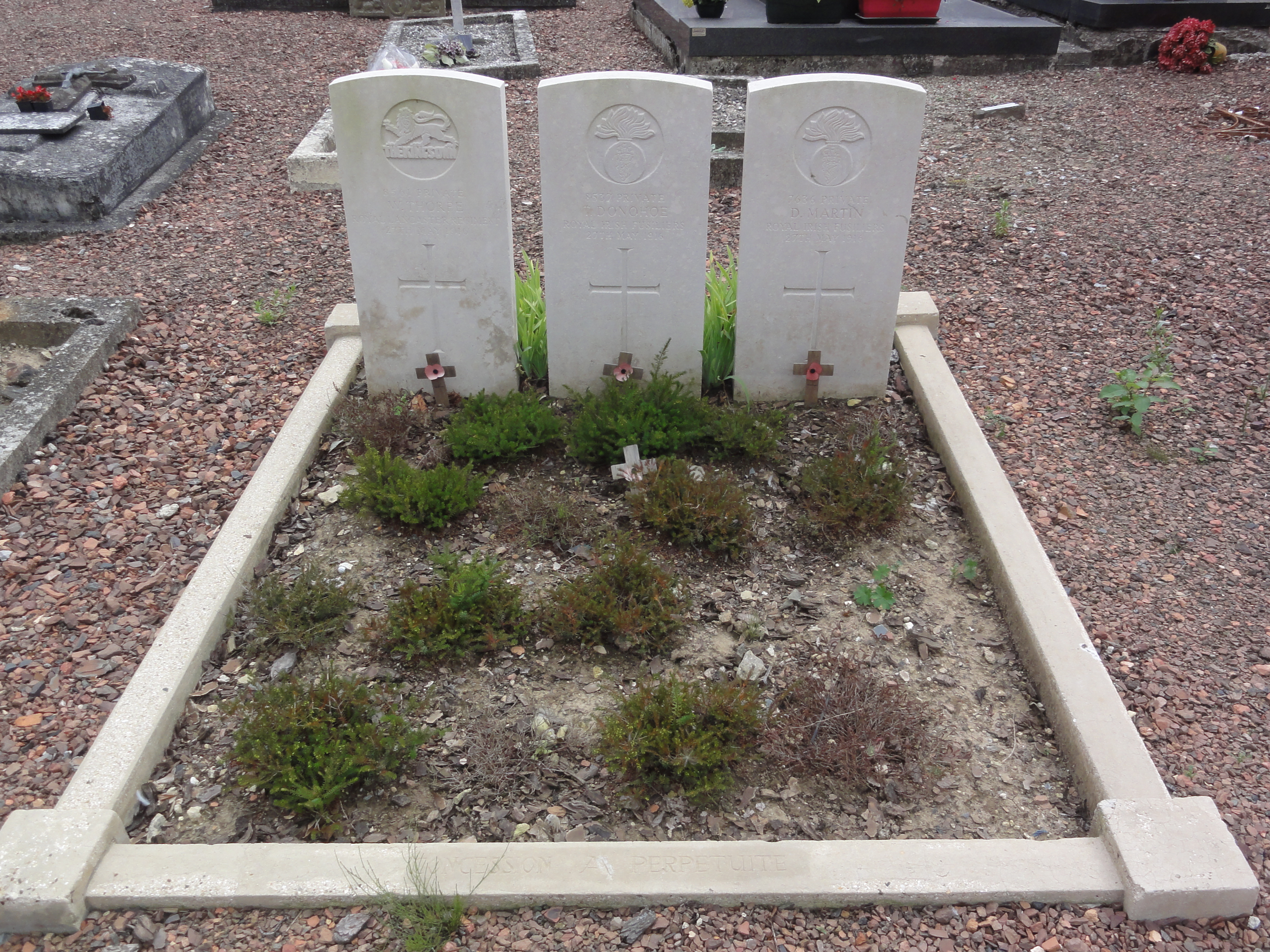
Britische Kriegsgräber